# Pamonhas de Piracicaba

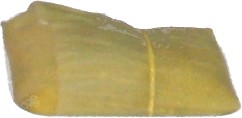
Pamonha.

As pamonhas de Piracicaba tornaram-se famosas pelo fato de a cidade de Piracicaba, no interior de São Paulo, ter grande produção desse alimento.

## História
As pamonhas de Piracicaba ganharam notoriedade na década de 1960, quando o município fabricava mais de 5 000 pamonhas diariamente para serem distribuídas por todo o estado de São Paulo. Tornaram-se, assim, nacionalmente conhecidas, sobretudo devido às chamadas dos alto-falantes dos carros dos vendedores: "Pamonhas, pamonhas de Piracicaba é o puro creme do milho, venha provar minha senhora...".
As pamonhas de Piracicaba já são parte da cultura popular brasileira e, atualmente, existem projetos para exportar a pamonha para outros países.
Inicialmente, as pamonhas eram fabricadas de forma caseira e modesta. A receita local era diferente das tradicionais pamonhas quadradinhas típicas de Goiás. Sem adição de outros produtos, o creme de milho era adoçado com açúcar cristal e cozido em uma embalagem inovadora, costurada com a própria palha do milho.
O milho, comprado de produtores da região de Piracicaba, era de boa qualidade e, assim, facilitava a produção.

## Pregão das Pamonhas de Piracicaba
Este é o pregão das Pamonhas de Piracicaba, gravada na década de 1970 na cidade por Dirceu Bigelli, um vendedor de pamonhas que montou uma frota de veículos que vendiam pamonhas pelo estado de São Paulo. A gravação foi copiada em fita cassete e difundiu-se por todo o Brasil. Um erro comum é citar a frase "venham experimentar estas delícias" como "venha experimentar, minha senhora, é uma delícia", que não existe na gravação original. As gravações derivadas é que registram esta frase, uma modificação da original.
"Pamonhas, pamonhas, pamonhas
Pamonhas de Piracicaba
É o puro creme do milho verde
Venham experimentar estas delícias
Pamonhas quentinhas, pamonhas caseiras, pamonhas de Piracicaba
Temos curau e pamonha
Vamos chegando, vamos levando
É a deliciosa pamonha de Piracicaba
Pamonhas fresquinhas, pamonhas caseiras
Pamonhas de Piracicaba
Pamonhas, pamonhas, pamonhas"